# Jerzy Osiowski
Jerzy Osiowski (ur. 23 października 1927 w Warszawie, zm. 3 września 2013 w Warszawie) – profesor Politechniki Warszawskiej, dydaktyk, dziekan Wydziału Elektroniki, Dyrektor Instytutu Podstaw Elektroniki, Przewodniczący Rady Głównej Szkolnictwa Wyższego.

## Życiorys
W 1946 roku zdał maturę w Miejskim Liceum Męskim im. J. Piłsudskiego w Łodzi. Następnie rozpoczął studia na Wydziale Elektrycznym Politechniki Warszawskiej, a w 1951 ukończył wyodrębniony z niego Wydział Łączności. W 1958 obronił rozprawę dotyczącą radiotechniki i otrzymał stopień kandydata nauk technicznych (równorzędny później ze stopniem doktora), w 1967 uzyskał tytuł naukowy profesora nadzwyczajnego, a w 1978 – tytuł profesora zwyczajnego.
W 1948 rozpoczął pracę jako asystent w Katedrze Matematyki Stosowanej Politechniki Warszawskiej. Równocześnie pracował w Instytucie Matematycznym PAN i Instytucie Podstawowych Problemów Techniki PAN. W 1963 wszedł do nowo utworzonego zespołu na Wydziale Łączności Katedry Elektrotechniki Teoretycznej, a następnie po likwidacji katedr pracował na Wydziale Elektroniki. W latach 1975–1979 kierował polsko-amerykańskim programem badawczym pt. „Circuit Theory and Active RC Filters”, który był finansowany przez NSF i Fundusz im. M. Skłodowskiej-Curie. W 1979 opublikował teorię układów quasi-odwracalnych i Q-odwracalnych, którą stworzył wraz z profesorem Tadeuszem Morawskim. Wspólnie z Aleksandrem Urbasiem współpracował przy teorii wzmacniaczy aktywnie skompensowanych (Composite Operational Amplifiers) oraz generacji filtrów (tzw. filtry MOS z czasem ciągłym). Natomiast z Janem Mulawką opracował teorię tzw. grafów bimodalnych i podjął prace nad filtrami z przełączanymi pojemnościami.
Współorganizator serii polsko-czeskich oraz polsko-czesko-węgierskich seminariów roboczych pt. „Workshops on Circuit Theory and Applications”.

## Stanowiska
- 1948 - zastępca asystenta w Katedrze Matematyki Stosowanej Politechniki Warszawskiej
- 1948 pracownik Instytutu Matematycznego PAN i Instytutu Podstawowych Problemów Techniki PAN
- 1963 pracownik Wydziału Łączności Katedry Elektrotechniki Teoretycznej, a następnie Wydziału Elektroniki PW
- 1975-1979 kierownik polsko-amerykańskiego programu badawczego pt. „Circuit Theory and Active RC Filters”
- 1970 dyrektor Instytutu Podstaw Elektroniki Politechniki Warszawskiej
- 1963-1967 prodziekan Wydziału Elektroniki PW
- 1978-1981, 1981-1984 dziekan Wydziału Elektroniki PW
- pracownik Instytutu Problemów Współczesnej Cywilizacji
- pracownik Wyższej Szkoły Informatyki Stosowanej i Zarządzania

## Członkostwa
- 1972 członek Komitetu Elektroniki i Telekomunikacji PAN
- 1977–1990 przewodniczący Komitetu Naukowego - Krajowych Konferencji Teorii Obwodów i Układów Elektronicznich
- członek komitetu naukowego konferencji ECCTD - European Conference on Circuit Theory and Design
- 1980 przewodniczący konferencji ECCTD w Warszawie
- 1991 członek Rady Głównej Szkolnictwa Wyższego
- 1993 przewodniczący Rady Głównej Szkolnictwa Wyższego
- członek zwyczajny Towarzystwa Naukowego Warszawskiego
- delegat Politechniki Warszawskiej do Rady Naukowej Kasy im. Józefa Mianowskiego.

## Nagrody, wyróżnienia, odznaczenia
- „Złota Kreda” – wyróżnienie nadawane przez studentów
- Krzyż Oficerski Orderu Odrodzenia Polski (1993)
- 1995 tytuł doktora honoris causa Politechniki Łódzkiej
- 1999 Medal Politechniki Warszawskiej

## Ważne publikacje
- monografia Zarys rachunku operatorowego: teoria i zastosowania w elektrotechnice, WNT 1965, 1972, 1981
- Podstawy teorii obwodów, WNT 1992-1995 /współautor/